# Хафсиды
Хафсиды (араб. الحفصيون‎) — суннитская мусульманская династия берберского происхождения, правивщая в Ифрикии (западная Ливия, Тунис и восточный Алжир) с 1229 по 1574 годы.

## История

### Ифрикия под властью Альмохадов
Хафсиды были берберского происхождения, хотя, чтобы узаконить своё правление, они утверждали, что имеют арабское происхождение от второго халифа Праведного халифата Умара. Предком династии и от которого происходит их название, был Абу Хафс Умар ибн Яхья аль-Хинтати, бербер из племенной конфедерации Хинтата, которая принадлежала к большей  конфедерации племён Масмуда из Марокко. Он был членом совета десяти и близким соратником Мухаммада ибн Тумарта. Его первоначальное берберское имя было «Фаскат у-Мзал Инти», которое позже было изменено на «Абу Хафс Умар ибн Яхья аль-Хинтати» (также известный как «Умар Инти»), поскольку у Мухаммада ибн Тумарта была традиция менять имена у своих близких сподвижников, как только они становились приверженцами его религиозных учений. Его сын Абу Мухаммад Абд аль-Вахид ибн Аби Хафс был назначен халифом Альмохадов Мухаммедом ан-Насиром правителем Ифрикии, где он правил с 1207 по 1221 год. Хафсиды как правители от имени Альмохадов сталкивались с постоянными угрозы со стороны Ганидов, которые были потомками Альморавидов, которых Альмохады победили и заменили собой.

### Государство Хафсидов и халифат
В 1229 году правитель Ифрикии Абу Закария (1229—1249 годы) вернулся в Тунис после завоевания Константины и Беджаи в том же году и провозгласил независимость. После отпадания Хафсидов от Альмохадов, Абу Закария учредил своё собственное правительство на территории Ифрикии (римская провинция Африки в Магрибе), сделав своей столицей город Тунис, что значительно послужило его развитию. Одновременно с этим в Ифрикию прибыло множество мусульманских беженцев из Аль-Андалуса, спасавшиеся от христианской Реконкисты в Иберии со стороны королевств Кастилии и Арагона, которые влились в местное общество. Впоследствии Абу Закария аннексировал Триполи в 1234 году, Алжир в 1235 году и земли до реки Шелифф в 1236 году, подчинил важные племенные конфедерации берберов с 1235 по 1238 год.
Он также завоевал султанат Тлемсен в июле 1242 года, вынудив султана Тлемсена подчиниться своим вассалам.
В декабре того же года халиф Абд аль-Вахид ар-Рашид умер, оставив Абу Закарию самым могущественным правителем Магриба. В это время Хафсиды также захватили берберский эмират Сиджильмаса, который они удерживали в течение 30 лет. К концу его правления династия Маринидов Марокко и несколько эмиров в Аль-Андалусе воздали ему должное и признали его номинальную власть.

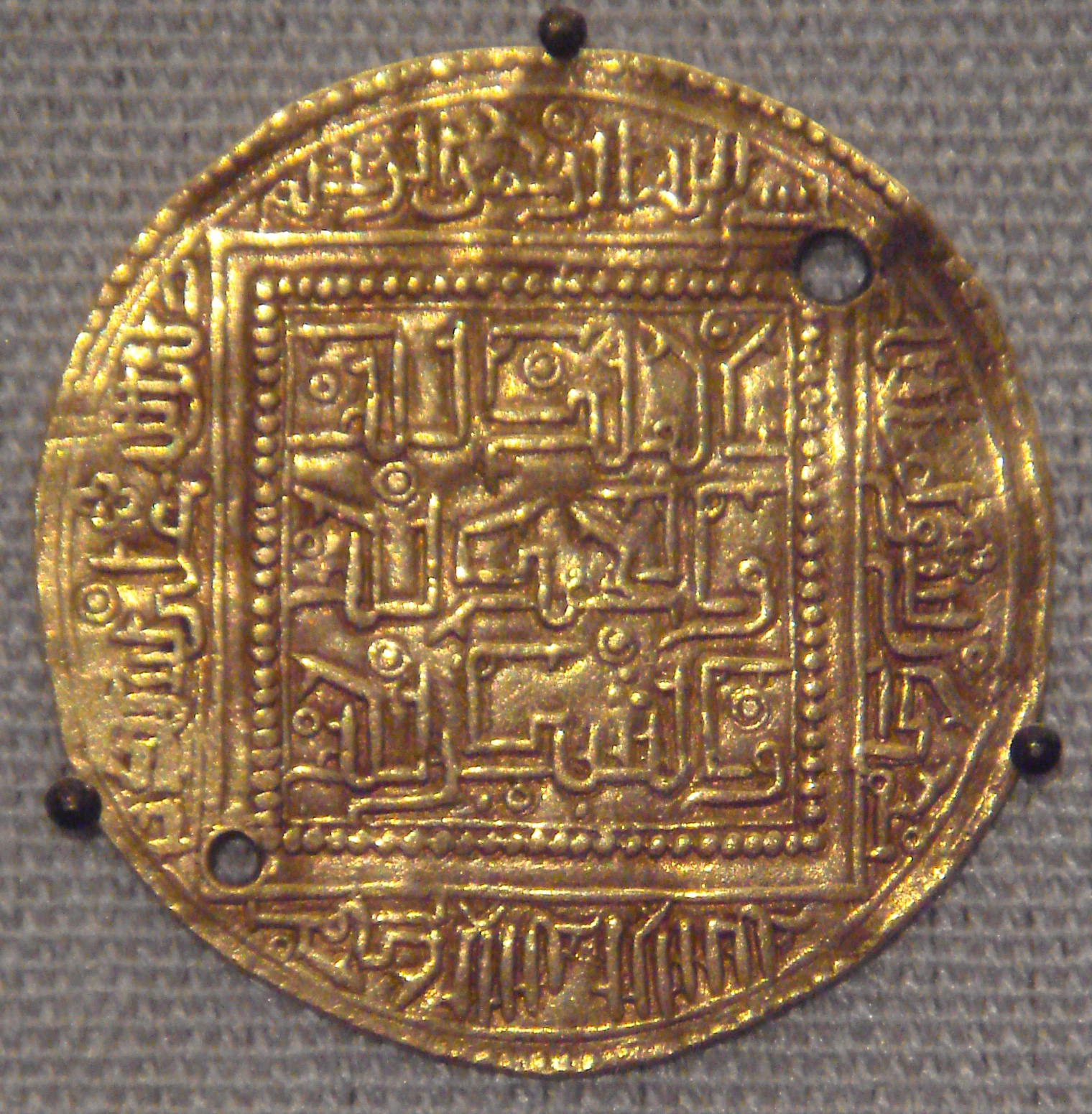
Монета Хафсидов с орнаментальным куфическим письмом, Беджая, Алжир, 1249–1276 годы.

Преемник Закарии, Мухаммад I аль-Мунтасир (1249—1277) принял титул халифа и продолжил политику своего отца расширив границы своего государства, подчинив центральный Магриб, зайдя так далеко, что установил своё господство над государством Тлемсен, северным Марокко и Насридами Гранадского эмирата в Иберии. Хафсиды стали полностью независимыми в 1264 году. Именно во время его правления состоялся неудавшийся Восьмой крестовый поход, возглавляемый французским королём Людовиком IX Святым, но Мухаммад смог откупиться, обязавшись выплачивать дань королю Сицилии. После высадки в Карфагене король умер от дизентерии в 1270 году. Именно Мухаммад I аль-Мунтасир окончательно разрушил город Карфаген, чтобы тот не мог использоваться вражеской армией в будущем, похоронив древний город раз и на всегда.

### Упадок Хафсидов в XIV веке
В XIV веке произошёл временный кризис. Хотя на время Хафсиды подчинили себе империю Абдальвадидов (Зайянидов) Тлемсена, между 1347 и 1357 годами годами её дважды завоёвывали Мариниды из Марокко. Однако Мариниды не могли победить бедуинов, и благодаря бедуинам Хафсиды вернули себе власть в империи. В этот же период численность населения Ифрикии значительно упала из-за эпидемий чумы, принесённой в Ифрикию с Сицилии, что ещё более ослабило правление Хафсидов. Чтобы остановить набеги южных племён во время эпидемии чумы, Хафсиды обратились к арабским бедуинам Бану Хиляль, чтобы защитить своё сельское население:37.

### Новый расцвет в XV веке
Во время правления Абд аль-Азиза II (1394—1434) страна пережила новую эпоху расцвета и процветания, поскольку он продолжил дальнейшую консолидацию государства.
Начало его правления было нелёгким, так как города юга восстали против него. Однако новый султан быстро восстановил контроль: он усмирил Таузар (в 1404 году), Гафсу (в 1401 году) и Бискру (в 1402 году), а также племенную власть в регионах Константины и Беджая (1397–1402 годы) и назначил губернаторов этих регионов. Он также вмешался в дела своих западных и восточных соседей, аннексировав Триполи (в 1401 году), Алжир (1410–1411 годы) разгромив династию Зайянидов в 1424 году, заменив её про-Хафсидским правителем, который позже восстал против него в 1428 и 1431 годах.
При Абд аль-Азизе II (1394—1434) усилилось пиратство по отношению к христианским кораблям. Добыча использовалась в том числе для градостроительства, а также частично для поддержки наук и искусств. В 1429 году Хафсиды напали на Мальтийский архипелаг и захватили 3000 рабов, хотя они и не завоевали остров. Пиратство также спровоцировало акции возмездия со стороны Арагона и Венеции, которые совершали нападения на прибрежные города Туниса. Христианские государства несколько раз предпринимали нападения и крестовые походы против прибрежных городов Хафсидов, таких как Берберский крестовый поход (1390 год), Бонский крестовый поход (1399 год) и захват острова Джербы в 1423 году.
В 1432 году Абд аль-Азиз предпринял еще одну экспедицию против Тлемсена, где и погиб.
При Усмане (1435—1488) Хафсиды пережили свой последний подъём благодаря развитию караванной торговли через Сахару и с Египтом, а также морской торговли с Венецией и Арагоном. Бедуины и крупные города империи постепенно приобретали всё большую независимость, и в конце правления Хафсиды реально правили только городами Тунис и Константина (в современном Алжире).
Усман снова завоевал Триполитанию в 1458 году и назначил губернатора в Уаргле в 1463 году. Он возглавил две экспедиции на Тлемсен в 1462 и 1466 годах и сделал Зайянидов своими вассалами, государство Ваттасидов в Марокко также стало вассалом Усмана, и поэтому весь Магриб ненадолго оказался под властью Хафсидов.

### Падение Хафсидов
В XVI веке Хафсиды оказались втянуты в борьбу Испании c пиратами, поддерживаемыми Оттоманской империей. Османы завоевали Тунис в 1534 году и удерживали его в течение одного года, изгнав Хафсидского правителя Мухаммада аль-Хасана. Год спустя король Испании и император Священной Римской империи Карл V захватил Тунис, изгнав оттуда османов и восстановив Мухаммада аль-Хасана в качестве данника Габсбургов. Из-за османской угрозы Хафсиды стали вассалами Испании после 1535 года. Османы снова завоевали Тунис в 1569 году и удерживали его в течение четырёх лет пока дон Хуан Австрийский отвоевал его в 1573 году. Османы опять отвоевали Тунис в 1574 году, и Мухаммад VI, последний халиф Хафсидов, был доставлен в Константинополь и впоследствии казнён из-за его сотрудничества с Испанией и желания османского султана принять титул халифа, поскольку он теперь контролировал Мекку и Медину. Род Хафсидов пережил резню, когда одна из ветвей семьи была вывезена испанцами на Канарский остров Тенерифе.

## Экономика
Поскольку Хафсиды правили Ифрикией, у них было развито сельское хозяйство и налажена торговля. Вместо размещения столицы во внутренних городах, таких как Кайруан, Тунис был выбран в качестве столицы из-за его расположения на побережье в качестве порта, соединяющего западное и восточное Средиземноморье. Христианским купцам из Европы были предоставлены собственные анклавы в различных городах на побережье Средиземного моря, что способствовало развитию транс-средиземноморской торговли. При Хафсидах торговля и дипломатические отношения с христианской Европой значительно выросли, однако пиратство против христианского судоходства также росло, особенно во время правления Абд аль-Азиза II (1394–1434 годы). К середине XIV века население Туниса выросло до 100 000 человек. Хафсиды также имели большую долю в транссахарской торговле через караванные пути из Туниса в Тимбукту, из Триполи в страны Африки к югу от Сахары. Население Туниса также было достаточно грамотным – Кайруан, Тунис и Биджая стали местами, где действовали знаменитых университетских мечетей, а Кайруан стал центром религиозной школы Малики:34–7.

## Архитектура

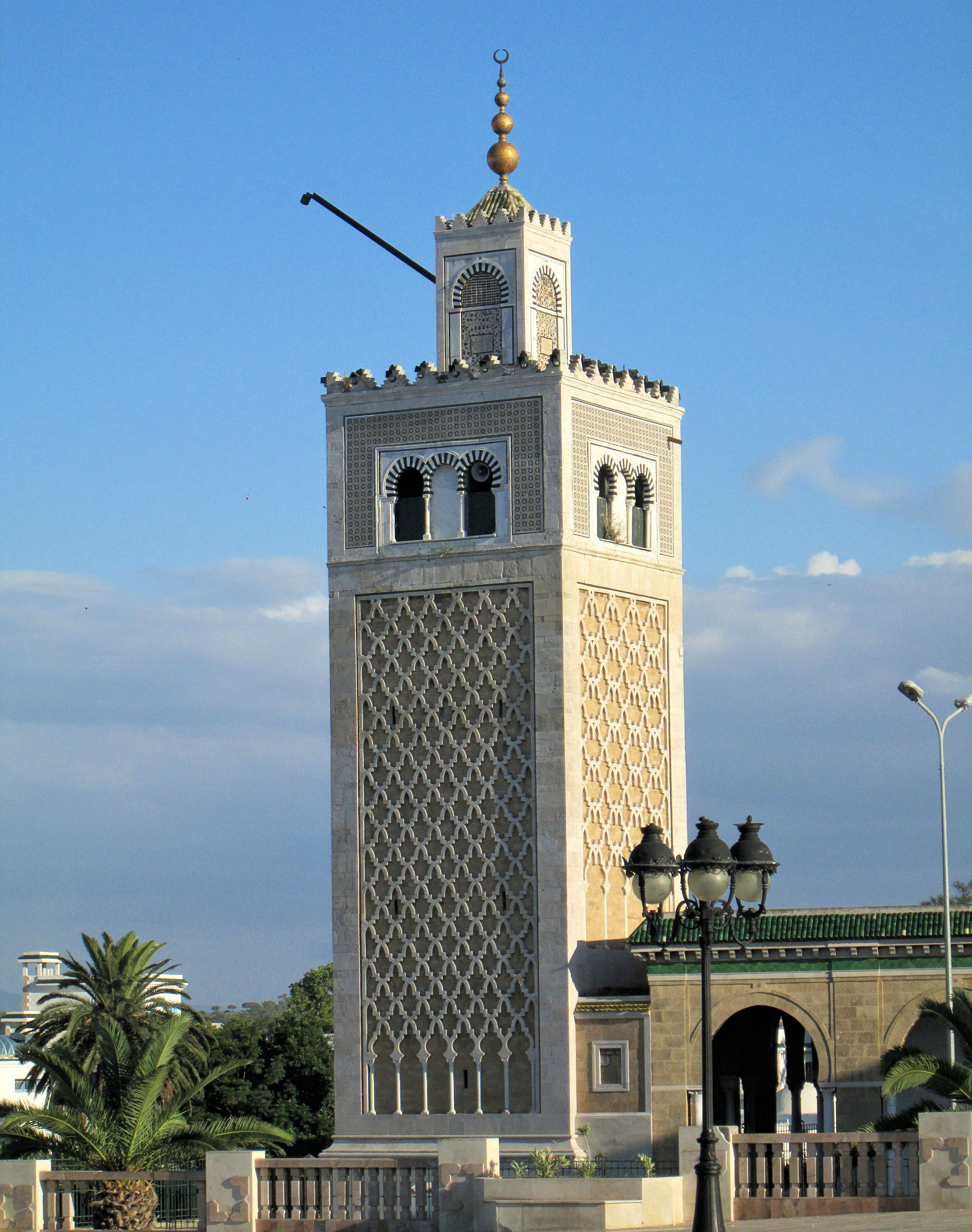
Минарет тунисской мечети в Касбе, построенный в начале периода Хафсидов в начале 1230-х годов.

Хафсиды были выдающимися строителями, особенно во времена правления таких успешных лидеров, как Абу Закария (1229–1249 годы) и Абу Фарис (1394–1434 годы), хотя не многие из их памятников сохранились нетронутыми до наших дней:208. В то время как Кайруан оставался важным религиозным центром, Тунис был столицей и постепенно заменил его в качестве главного города региона и главного центра архитектурного покровительства. В отличие от архитектуры дальше на западе, архитектура Хафсидов была базировалась на материалах из камня (а не из кирпича) и, по-видимому, отличалась гораздо меньшим количеством украшений:208. В обзоре истории архитектуры в западном исламском мире учёный Джонатан Блум отмечает, что архитектура Хафсидов, похоже, «в значительной степени определила курс, независимый от событий в других частях Магриба [Северная Африка]»:213.
Мечеть Касбы в Тунисе была одним из первых сооружений этого периода, построенных Абу Закарией (первым независимым правителем Хафсидов) в начале его правления. Его план этажа имел заметные отличия от предыдущих мечетей периода Альмохадов, но минарет, построенный в 1233 году, очень сильно напоминает минарет более ранних мечетей Альмохадов в Касбе в Марракеше. Другие сооружения периода Хафсидов в Тунисе включают мечеть Халик (XIII век) и мечеть аль-Хава (1375 год). Дворец Бардо (сегодня национальный музей) также был построен Хафсидами в XV веке и впервые упоминается в исторических записях во время правления Абу Фариса:208. Хафсиды также провели значительные ремонтные работы в гораздо более древней Великой мечети Кайруана – отремонтировав её потолок, укрепив стены и построив или восстановив два из её входных ворот в 1293 году, а также в Великой мечети аль–Зайтуна в Тунисе:209.
Хафсиды также открыли первые медресе в регионе, начиная с медресе аш-Шаммайя, построенного в Тунисе в 1238 году:209 (или в 1249 году согласно некоторым источникам:296). За этим последовали многие другие (почти все они в Тунисе), такие как Медресе аль-Хава, основанное в 1250-х годах, Медресе аль-Маридия (1282 год) и Медресе аль-Ункия (1341 год). Многие из этих ранних медресе, однако, плохо сохранились или были значительно изменены за столетия, прошедшие с момента их основания. Медресе аль-Мунтасирия, построенная в 1437 году, является одним из наиболее хорошо сохранившихся медресе периода Хафсидов:211.

## Хафсидские правители
- Абу Мухаммад Абд аль-Вахид (1207—1216)
- Абдуллах ибн Абд аль-Вахид (1224—1229)
- Абу Закария Яхья I (1229—1249)
- Абу Абдалла Мухаммад I аль-Мустансир (1249—1277)
- Абу Закария Яхья II аль-Ватик (1277—1279)
- Абу Исхак Ибрахим I (1279—1283)
- Ахмад ибн Абу Умара (1283—1284)
- Абу Хафс Умар I аль-Мустансир (1284—1295)
- Абу Абдалла Мухаммад II аль-Мустансир (1295—1309)
- Абу Яхья Абу Бакр I ибн Абд ар-Рахман (1309)
- Абуль-Бака Халид I ан-Насир ибн Яхья (1309—1311)
- Абу Яхья Закария ибн Ахмад аль-Лихьяни (1311—1317)
- Абу Дарба Мухаммад III аль-Мустансир (1317—1318)
- Абу Яхья Абу Бакр II аль-Мутаваккиль (1318—1346)
- Абу Хафс Умар II ибн Абу Бакр (1346—1349)
- Абуль-Аббас Ахмад I аль-Фадль (1349)
- Абу Исхак Ибрахим II аль-Мустансир (1350—1369)
- Абуль-Бака Халид II (1369—1371)
- Абуль-Аббас Ахмад II аль-Мустансир ибн Мухаммад (1371—1394)
- Абу Фарис Абд аль-Азиз аль-Мутаваккиль (1394—1434)
- Абу Абдалла Мухаммад IV аль-Мустансир (1434—1436)
- Абу Умар Усман ибн Масуд (1436—1488)
- Абу Закария Яхья III (1488—1489)
- Абд аль-Мумин ибн Ибрахим (1489—1490)
- Абу Закария Яхья IV ибн Масуд (1490—1494)
- Абу Абдалла Мухаммад V аль-Мутаваккиль ибн аль-Хасан (1494—1526)
- Абу Абдалла Мухаммад аль-Хасан (1526—1543)
- Абуль-Аббас Ахмад III (1543—1570)
- Абу Абдалла Мухаммад VI (1574—1574)[22].